# Stele des Schauspielers Aristion
Die Stele des Schauspielers Aristion aus Troizen ist eine einfache marmorne Grabstele auf dem antiken athenischen Friedhof Kerameikos.
Die Stele für Aristion wurde 2002 im Kerameikos gefunden, jedoch nicht an der Stelle, wo sie wahrscheinlich ursprünglich ihre Aufstellung gefunden hatte. Sehr wahrscheinlich stand das Grabmal wie weitere Grabstätten für Schauspieler und Dichter, etwa für Makareus, Euthias und Hieronymos, auf der sogenannten Eckterrasse südlich der Nekropolenstraße.
Die Stele war einfach profiliert. Es schmückte sie kein Relief, wie es von vielen anderen Grabstelen bekannt war, sondern eine aufgemalte rotbraune Theatermaske, von der noch Rückstände erhalten sind. Die Maske zeigt einen Theaterschauspieler, dazu passend ist inschriftlich ein sechszeiliges Epigramm erhalten, das Aristions Herkunft aus Troizen nennt, seinen Vater Aristaios, und seine Profession als Komödienschauspieler. Zudem dass er das drittgeborene Kind seines Vaters war und im Alter von 40 Jahren noch vor seinem Bruder und seiner Schwester verstorben ist. Da er keine eigenen Nachkommen hatte, haben seine Geschwister sein Grabmal errichten lassen. Die Stele wird um das Jahr 265 v. Chr. datiert.